# Luci Corneli Escipió Barbat
Luci Corneli Escipió Barbat (en llatí Lucius Cornelius Scipio Barbatus) va ser un magistrat romà, fill d'un desconegut Gneu Corneli Escipió. Era el besavi de l'Escipió, el vencedor d'Hanníbal Barca.
Va ser elegit cònsol el 298 aC juntament amb Gneu Fulvi Màxim Centumal i va fer la guerra contra els etruscs als quals va derrotar a prop de Volaterrae. Al següent any, 297 aC, va servir com a legat sota el cònsol Quint Fabi Màxim Rul·lià en una batalla contra els samnites.
El 295 aC va servir altre cop com a legat de Fabi Màxim i de Deci Mus en la campanya contra els gals, etruscs i samnites, amb títol de propretor. El 293 aC va lluitar sota les ordes de Luci Papiri Cursor en la campanya que va posar fi a la guerra samnita. Tots aquests fets estan narrats per Titus Livi, però a l'epitafi trobat al seu sarcòfag, hi ha algunes circumstàncies diferents: no parla de la victòria a Etrúria, però sí de les conquestes del Samni i la Pulla (que podrien estar fetes el 297 aC).

## Batalla de Volterra, 298 aC
El conflicte entre la República Romana i Etrúria es va iniciar abans de l'any 298 aC, quan els etruscs, en aliança amb una tribu de mercenaris gals, van decidir envair-los. Això suposava la violació d'un antic tractat de pau amb Roma. Els gals van abandonar la lluita i els etruscs es van trobar sols davant l'exèrcit romà comandat pel cònsol Tit Manli, el qual va morir durant la batalla en caure del seu cavall. Per substituir-lo, a Roma van escollir Marc Valeri Corv, el qual es va unir a l'exèrcit que encara estava a Etrúria. Des d'allà va començar a devastar el territori etrusc, esperant provocar que aquests entressin en batalla, però no van caure en la provocació.
L'any 298 aC Appi Claudi, seguit per Publi Sulpici van assumir el govern com a interreges, per raons avui desconegudes. Sulpici va convocar eleccions i van entrar com a cònsols: Escipió Barbat i Gneu Fulvi Màxim Centumal. Els lucans es van presentar davant el senat romà i van declarar que els samnites estaven devastant el seu país, per la qual cosa sol·licitaven l'ajuda romana a canvi d'un pacte d'amistat i ostatges. El senat, havent deliberat l'assumpte, van enviar ambaixadors als samnites per demanar-los que abandonessin el territori ocupat. Els líders de l'exèrcit samnita van respondre que si entraven al Samni mai en sortirien vius. En conseqüència el senat va declarar la guerra contra els samnites. A Escipió Barbat li va tocar comandar l'exèrcit a Etrúria mentre que Màxim Centumal es va fer càrrec d'iniciar la campanya del que es va dir tercera guerra samnita.
Els etruscs van atacar immediatament, abans que arribessin a Volterra. Després de tot un dia de lluitant sense resultat favorable per a cap dels dos bàndols, els etruscs es van retirar de nit cap a les seves ciutats fortificades abandonant el camp de batalla i el seu equipament en mans dels romans. Escipió Barbat va acampar el seu exèrcit a la frontera amb Etrúria i va liderar una força lleugera que, encara que no es va enfrontar amb els enemics, però els va deixar empobrits, ja que va devastar el territori.

## Batalla de Tifèrnum, 297 aC
L'any següent els etruscs van demanar la pau. Als cònsols escollits per l'any 297 aC, Quint Fabi Màxim Rul·lià i Publi Decius Mus, se'ls va encomanar llançar una ofensiva contra el Samnium. Escipió Barbat hi va anar com a general lloctinent (legatus), sota les ordres de Fabi Màxim. Mentre avançaven cap al Samni, els samnites van provar de sorprendre'ls en una emboscada a la vall de Tifèrnum. Allà hi van estacionar un grup de soldats per atreure els romans, mentre el gruix de l'exèrcit es mantenia amagat a les muntanyes. Fabi Màxim va intuir el parany i va fer pujar els seus soldats en formació quadrangular cap on s'imaginava que estaven ocults els samnites i els va empènyer cap a baix on van entrar en batalla de la manera convencional: una línia contra l'altra.
Incapaç d'obtenir victòria, Fabi Màxim va fer retirar els llancers de la legió I i els va posar sota el comandament d'Escipió Barbat que, sigil·losament els va col·locar envoltant el flanc enemic per les muntanyes de les que n'havien baixat els samnites. Els va donar ordre d'atacar coordinadament al mateix temps que la cavalleria carregava amb vigor contra la línia samnita. L'estratègia no va funcionar com s'esperava: la cavalleria va començar massa aviat i de seguida van ser anul·lats. Els samnites van començar a trencar la línia ofensiva romana, però els soldats d'Escipió Barbat van aparèixer als turons i els devien prendre per la legió II, comandada per Deci Mus, ja que van entrar en pànic i van abandonar el camp de batalla. Amb les presses, van deixar enrere 23 estendards i 3.400 ferits, mentre que 830 samnites van ser fets presoners. De fet, Deci Mus i la legió II estaven bastant lluny cap al sud.

## Campanyes sota Claudi i Flamma, 296 aC
Havent desfet l'exèrcit samnita, ambdós cònsols van romandre al Samni, devastant el territori durant uns cinc mesos, fins que es van fer noves eleccions. Deci Mus va viatjar pel país guiant successivament 45 operacions, mentre Fabi Màxim va fer el mateix des de 86 campaments. Després de les eleccions els nous cònsols els van donar ordres de continuar la guerra al Samni durant sis mesos més, cadascun d'ells amb el rang de procònsol. L'exèrcit samnita, comandat per Gel·li Egnaci, incapaç de seguir al Samni, va oferir els seus serveis a Etrúria, país que el va acceptar. Egnaci va convèncer els umbres d'unir-se a la lluita contra Roma i a més va aplegar un grup de mercenaris gals. Va convocar tots els caps de tribus etrusques i va aconseguir que declaressin que valia més una guerra per la llibertat que una pau que els conduiria a la servitud.
En saber el senat romà les circumstàncies de perill en què estaven, van enviar Appi Claudi cap a Etrúria comandant la legió I i la IV, més una tropa de 12.000 aliats. i va haver diversos combats no decisius. El segon cònsol de l'any 296 aC, Luci Flamma, va anar a ajudar els dos procònsols, quan els lucans —que formaven part de les forces aliades romanes— van desertar al bàndol contrari, sembla que influïts o compadits per uns ciutadans samnites. Luci Flamma va dir que havia rebut una carta d'Appi Claudi demanant-li suport militar, cosa que Claudi va negar més tard. Fabi Màxim —probablement acompanyat encara per Escipió Barbat— va ser enviat a reduir els lucans.
A Appi Claudi li va fer poca gràcia trobar-se'l i li va manar que marxés, però tots els oficials van insistir que Fabi i Escipió es quedessin. Aquesta reclamació la van fer a crit pelat, de manera que els enemics acampats no gaire lluny els van sentir i, alarmats, es van preparar per entrar en batalla. Appi Claudi va haver de cedir i preparar-se també per al combat. Els romans van atacar amb molta ferotgia, amb Appi Claudi al capdavant contínuament invocant la deessa de la guerra, Bellona. Van aconseguir fer recular els lucans, en van matar 7.300 i en van capturar 2.120.
Mentrestant, les forces reduïdes de Fabi Màxim i Deci Mus no van poder van poder dominar els samnites i aquests van reclutar un altre exèrcit amb el què van envair Campània. Quan hi va arribar, forçant la marxa, el grup de Luci Flamma, li va arribar la notícia que els samnites estaven acampats a la vora del riu Volturnus, ja de tornada cap al Samni. L'exèrcit romà va preparar una emboscada a la sortida del campament samnita, ja que Luci Flamma havia enviat la nit abans espies que li van confirmar que es preparaven per marxar a trenc d'alba cap al seu territori. Flamma va permetre que els primers de la filera sortissin sense problemes i va atacar més endavant, de manera que els samnites van quedar dividits. Van quedar lliures 7.400 romans que els samnites havien capturat en altres batalles i es van unir als seus compatriotes en la lluita. En acabar el dia els romans havien matat 6.000 soldats, i pres 2.500 samnites com a presoners, entre els quals hi havia quatre tribuns militars i el general Estaci Minaci, a més van capturar 30 estendards. L'esperança samnita de domini sobre el sud de la península Itàlica es va esvair. Tanmateix, van arribar notícies de Roma que Gel·li Egnaci havia aixecat un altre exèrcit al nord. El senat, com a mesura desesperada, va mobilitzar el darrer contingent amb una lleva que incloïa fills de lliberts, adolescents, i homes que, en altres circumstàncies haurien sigut considerats massa grans.

## Propretor, 295 aC
Luci Flamma va tornar a Roma per convocar les eleccions del 295 aC: Flabi Màxim i Deci Mus van tornar a ser escollits, amb Appi Claudi com a pretor. Fabi Màxim va demanar que el deslliuressin de les obligacions que normalment tenia un cònsol i marxar ràpidament cap a Etrúria i, després d'un intens debat, el senat li va concedir. En arribar a Etrúria, va rellevar Claudi del comandament amb dures crítiques de no haver fet res, ni tan sols patrullar la zona. Fabi Màxim va ser cridat a Roma per donar explicacions de la seva actitud envers Appi Claudi. Escipió Barbat surt en el relat quan va declarar que havia estat sota les ordres de Fabi Màxim tot el temps. Màxim, que no tenia cap queixa d'Escipió Barbat, el va nomenar propretor de la legió II, estacionada temporalment a Clúsium.

## Censor
Se sap que va morir mentre era el censor patrici de l'any 280 aC. Cal destacar que és la primera vegada que ha quedat una prova fiable que demostri que un romà tingués aquest càrrec, com es pot llegir en l'epitafi del seu sarcòfag. Aquest sarcòfag es va trobar a l'entrada de la Via Àpia i està actualment als Museus Vaticans.